# John Magaro
John Robert Magaro (Akron (Ohio), 16 februari 1983) is een Amerikaans acteur.

## Biografie
Magaro werd geboren in Akron en groeide op in Munroe Falls. Zijn vader is van Italiaanse afkomst en zijn moeder is Joods, en Magaro groeide op met moeders religie. Tijdens zijn studie aan de high school werd hij actief als acteur in lokale theaters. Na de high school studeerde hij af in theaterwetenschap aan de Point Park University in Pittsburgh. 
Magaro begon in 2005 met acteren in de korte film Prisoners of War, waarna hij nog meerdere rollen speelde in films en televisieseries. Magaro werd in 2016 samen met de cast genomineerd voor een Screen Actors Guild Awards voor zijn rol in de film The Big Short in de categorie Beste Optreden door een Cast in een Film.

## Filmografie

### Films
Uitgezonderd korte films.
- 2025 Materialists - Mark P.
- 2025 The Mastermind - Fred
- 2024 September 5 - als Geoffrey Mason
- 2024 The Shallow Tale of a Writer Who Decided to Write About a Serial Killer - als Keane
- 2023 Under the Boardwalk - als Manny (stem)
- 2023 Day of the Fight - als Patrick
- 2023 LaRoy, Texas - als Ray
- 2023 Big George Foreman - als Desmond
- 2023 Past Lives - als Arthu
- 2022 The Mistress - als Parker
- 2022 Showing Up - als Sean
- 2022 Call Jane - als rechercheur Chilmark
- 2021 18½ - als Paul
- 2021 The Many Saints of Newark - als Silvio Dante
- 2021 Lansky - als jonge Meyer Lansky
- 2021 The Birthday Cake - als neef Joey
- 2020 Sylvie's Love - als Sid Schuur
- 2019 Gone Hollywood - als Eli Zeller
- 2019 First Cow - als Cookie Figowitz
- 2018 Overlord - als Tibbet
- 2017 Marshall - als Irwin Freidman
- 2017 War Machine - als Cory Staggart
- 2016 The Finest Hours - als Ervin Maske
- 2015 The Big Short - als Charlie Geller
- 2015 Carol - als Dannie McElroy
- 2015 Don't Worry Baby - als Robert Lang
- 2014 Unbroken - als Tinker
- 2013 Captain Phillips - als Dan Phillips
- 2013 Deep Powder - als Cota
- 2012 Not Fade Away - als Douglas
- 2012 Liberal Arts - als Dean
- 2011 Down the Shore - als Martin
- 2010 My Soul to Take - als Alex
- 2009 The Box - als Charles
- 2009 Taking Chance - als Rich Brewer
- 2008 We Pedal Uphill - als Kyle
- 2008 Assassination of a High School President - als Cipriato
- 2007 The Life Before Her Eyes - als Michael Patrick
- 2007 The Brave One - als Ethan

### Televisieseries
Uitgezonderd eenmalige gastrollen.
- 2015-2019 Orange Is the New Black - als Vince Muccio - 11 afl.
- 2019 The Umbrella Academy - als Leonard Peabody / Harold Jenkins - 8 afl.
- 2018 Jack Ryan - als Victor Polizzi - 3 afl.
- 2016 Crisis in Six Scenes - als Alan Brockman - 5 afl.
- 2015-2016 The Good Wife - als Roland Hlavin - 3 afl.

### Computerspellen
- 2006 Bully - als Sheldon

- Bibsys: 1634286305252
- Biblioteca Nacional de España: XX5647386
- Gemeinsame Normdatei: 1107069033
- International Standard Name Identifier: 0000 0001 1543 0319
- Library of Congress Control Number: no2011021057
- Nationale Bibliotheek van Israël: 987007357613805171
- Nederlandse Thesaurus van Auteursnamen: 434765759
- Système universitaire de documentation: 261587854
- Virtual International Authority File: 168529504
- WorldCat: E39PBJhhq6PjCRfrWFmKDk3qQq